# Wädenswil
Wädenswil és un municipi del cantó de Zúric (Suïssa), situat al districte de Horgen.